# Episodi di Brothers (serie televisiva 1984) (seconda stagione)
La seconda stagione della serie televisiva Brothers è stata trasmessa in anteprima negli Stati Uniti d'America da Showtime tra il 25 aprile 1985 e il 11 dicembre 1985.
| nº | Titolo originale                | Titolo italiano | Prima TV USA      | Prima TV Italia |
| -- | ------------------------------- | --------------- | ----------------- | --------------- |
| 1  | An Affair to Remember           |                 | 25 aprile 1985    |                 |
| 2  | Your Brother's Keeper           |                 | 2 maggio 1985     |                 |
| 3  | The Fourth Ball                 |                 | 9 maggio 1985     |                 |
| 4  | Life's Too Short to Be Delicate |                 | 16 maggio 1985    |                 |
| 5  | Donald's Old Flame              |                 | 30 maggio 1985    |                 |
| 6  | The Girl Most Likely            |                 | 6 giugno 1985     |                 |
| 7  | Donald's Dad                    |                 | 13 giugno 1985    |                 |
| 8  | Let the Eagle Fly               |                 | 20 giugno 1985    |                 |
| 9  | The Proof Is in the PJs         |                 | 11 luglio 1985    |                 |
| 10 | A House Divided                 |                 | 18 luglio 1985    |                 |
| 11 | The Sting                       |                 | 1º agosto 1985    |                 |
| 12 | Happy Birthday, Baby Brother    |                 | 8 agosto 1985     |                 |
| 13 | To Play or Not to Play          |                 | 15 agosto 1985    |                 |
| 14 | The Greatest Story Never Told   |                 | 4 settembre 1985  |                 |
| 15 | Amongst My Souvenirs            |                 | 11 settembre 1985 |                 |
| 16 | Rhino Rhapsody                  |                 | 18 settembre 1985 |                 |
| 17 | Donald's Air Force Blues        |                 | 2 ottobre 1985    |                 |
| 18 | It Ain't Over Til It's Over     |                 | 9 ottobre 1985    |                 |
| 19 | The Stranger                    |                 | 23 ottobre 1985   |                 |
| 20 | Father, Father                  |                 | 30 ottobre 1985   |                 |
| 21 | A Greasepaint Smile             |                 | 6 novembre 1985   |                 |
| 22 | Godzilla Meets Bambi            |                 | 13 novembre 1985  |                 |
| 23 | Gobba, Gobba                    |                 | 27 novembre 1985  |                 |
| 24 | A Carnation by Any Other Name   |                 | 4 dicembre 1985   |                 |
| 25 | The Shoop Shoop Shop            |                 | 11 dicembre 1985  |                 |